# Баранов, Евгений Александрович (волейболист)
Евгений Александрович Баранов (род. 30 июня 1995 года, Архангельск) — российский волейболист, либеро клуба «Динамо» (Москва) и сборной России. Мастер спорта.

## Биография
Евгений Баранов начинал заниматься волейболом в Архангельске, параллельно ходив на секции баскетбола, футбола, настольного тенниса и флорбола. Однако в 9 классе переехал с семьей в Москву, где сходил на просмотр к Ольге Григорьевне Вербовой в команду «Динамо-Виктория», на основе которой была построена сборная Москвы. Несмотря на первоначальный разрыв в мастерстве, Евгений смог продолжить карьеру в молодежной команде «Динамо-Олимп» (Москва), с которым становился многократным призёром Чемпионата и Кубка молодежной лиги.
С 2018 года выступает за основную команду «Динамо» (Москва).
С 2021 года призывается в сборную России.

## Достижения
Клубная карьера
- Чемпион России 2020/21, 2021/22 г.
- Обладатель Кубка России 2020 г.
- Победитель Кубка ЕКВ 2021 г.
- Серебряный призер Чемпионата России 2016 г.
- Чемпион молодежной лиги 2017 г.
- Победитель Кубка молодежной лиги 2018 г.
- Серебряный призер Кубка молодежной Лиги 2015, 2017 г.
- Бронзовый призер Кубка Победы 2015 г.

Индивидуальные призы
- Лучший либеро Суперлиги сезона 2020/21
- Лучший либеро сезона 2015 среди молодежных команд